# Syndroom van Alice in Wonderland
Het syndroom van Alice in Wonderland (AIWS), vernoemd naar Lewis Carrolls Alice's Adventures in Wonderland, is een neurologische aandoening die de menselijke waarneming beïnvloedt door desoriëntatie van de hersenen. Personen die lijden aan AIWS, ervaren dagelijks symptomen als micropsie, macropsie en vertekeningen van omvang alsook andere zintuiglijke modaliteiten.
Hoewel het een aandoening is van tijdelijke duur, wordt het vaak geassocieerd met migraine, hersentumoren en het gebruik van psychoactieve geneesmiddelen. Het syndroom kan ook optreden als voorteken van het epstein-barrvirus (zie Klierkoorts). Er is anekdotisch bewijs dat de symptomen van AIWS mogelijk veelal voorkomen tijdens de jeugd en veelal verdwijnen naarmate men ouder wordt.
Het blijkt overigens dat AIWS ook veelvuldig voorkomt bij personen die lijden aan slaapproblemen. De symptomen van het syndroom van Alice in Wonderland worden veroorzaakt door verhoogde activiteiten in de hersenen, waardoor er een abnormale bloedtoevoer ontstaat richting bepaalde delen van het brein die verantwoordelijk zijn voor de visuele perceptie en textuurdefinitie van de omgeving om ons heen.

## Epidemiologie
Het syndroom van Alice in Wonderland komt voor vanaf de kindertijd tot in de twintig. Ook sommige dertigers en veertigers lijden er nog aan.

## Verschijnselen en symptomen
De ogen van AIWS-patiënten zijn volledig normaal ontwikkeld. AIWS beïnvloedt alleen de perceptie van het beeld dat de ogen versturen naar de hersenen. Een kenmerkend symptoom van AIWS is migraine; bekend is dat migraine zelfs AIWS kan veroorzaken. AIWS beïnvloedt het gezichtsvermogen, gevoel, de tastzin en het gehoor, alsook de ervaring van het eigen lichaam.
Een belangrijk symptoom dat vaak prominent aanwezig is bij AIWS-patiënten en veelal verwarring veroorzaakt, is het idee dat het lichaam plotseling veranderd is. De patiënt constateert dan dat de omvang of vorm van bepaalde delen van het lichaam plotseling verandert.
Het is overigens bekend dat mensen met bepaalde neurologische aandoeningen soortgelijke hallucinaties hebben. Dit wil echter nog niet zeggen dat zij ook lijden aan het syndroom van Alice in Wonderland.
Patiënten lijden vaak ook aan zogenoemde micropsie of macropsie. Micropsie is een abnormale visuele waarneming, die veelal optreedt in de context van visuele hallucinatie, waarin de persoon in kwestie voorwerpen kleiner ziet dan ze in werkelijkheid zijn. In tegenstelling tot micropsie is macropsie een aandoening waarin men alles groter ziet dan het in werkelijkheid is.
Vroeger werd aangenomen dat mensen met het syndroom van Alice in Wonderland een klierkoortsinfectie hadden. Onderzoek heeft echter geen verband aangetoond, en het verband tussen het syndroom en klierkoorts (als dat er al is) is onbekend. Een 17-jarige jongen die leed aan AIWS omschreef zijn symptomen als volgt:
Plotseling begonnen objecten kleiner te worden en leken ze verder weg te staan (teleopsie) of groter en dichterbij (pelopsie). Ik voel me alsof ik korter en kleiner word, net alsof ik krimp. Soms lijkt het net alsof mensen niet groter zijn dan mijn wijsvinger (lilliputterafmetingen). Soms zie ik de jaloezieën in het raam of de televisie op en neer gaan, of lijkt het of mijn been of arm heen en weer slingert. Ik hoor soms mensen praten, heel hard en dichtbij of juist zacht en ver weg. Het komt soms ook wel voor dat ik een migraineaanval krijg, in combinatie met rode ogen, lichtflitsen of een gevoel van duizeligheid. Ik ben me altijd van de ongrijpbare veranderingen in mezelf en mijn omgeving bewust.
De ogen van een AIWS-patiënt zijn normaal ontwikkeld, maar de persoon in kwestie 'ziet' objecten verkeerd, in de verkeerde grootte of vorm of in een onjuist perspectief. Dit houdt in dat mensen, auto's, gebouwen, et cetera veel kleiner of groter lijken dan ze in werkelijkheid zijn, of dat ze korter of verder weg staan dan in werkelijkheid. Een gang kan bijvoorbeeld heel lang lijken of de grond te dichtbij.
Soms raakt de patiënt het gevoel voor tijd kwijt, een probleem dat vergelijkbaar is met het kwijtraken van het gevoel voor ruimte. Het lijkt dan of de tijd heel langzaam verstrijkt, zoals bij een lsd-trip. Het kwijtraken van het gevoel voor tijd, ruimte en inzicht leidt ook tot een verandering in de snelheidswaarneming. Een patiënt kan bijvoorbeeld het gevoel hebben dat hij ongecontroleerd aan het sprinten is op een roltrap, terwijl hij zich in werkelijkheid voetje voor voetje voortbeweegt. Dit leidt tot een ernstige en overweldigende desoriëntatie.
Soms komt het voor dat, in combinatie met bijvoorbeeld een koortsaanval, patiënten extreem hallucineren, waardoor zij dingen zien die er niet zijn en situaties verkeerd interpreteren.
Andere symptomen die zich in mindere mate kunnen voordoen, zijn onder andere het verliezen van controle over armen of benen en algeheel coördinatieverlies, geheugenverlies en een aanhoudend gevoel aangeraakt te worden en vreemde geluiden te horen.

## Diagnose
AIWS is een verstoring van de waarneming en geen fysiologische verandering in het lichaam. De diagnose kan vrij snel gesteld worden als lichamelijke oorzaken uitgesloten kunnen worden en de patiënt symptomen vertoont in combinatie met migraine en aanvallen die zich voornamelijk gedurende de dag voordoen (hoewel ze ook 's nachts kunnen optreden). Een ander symptoom van AIWS is geluidsvervorming: elke kleine beweging maakt bijvoorbeeld een kletterend geluid. Dit kan een AIWS-patiënt paranoïde maken en zelfs bang om zich te bewegen.

## Behandeling
De behandeling van AIWS is nagenoeg hetzelfde als die voor het voorkomen van migraine: anti-epileptica, antidepressiva, bètablokkers en calciumantagonisten zijn medicijnen die voorgeschreven worden aan patiënten met AIWS. Het chronische syndroom van Alice in Wonderland is onbehandelbaar en moet vanzelf verminderen naarmate de patiënt ouder wordt. Veel rusten wordt ook vaak geadviseerd, alsook deelnemen aan een zelfhulpgroep om met lotgenoten ervaringen uit te wisselen.

## Prognose
Wat de oorzaak ook is, de desoriëntatie kan meer dan eens op een dag voorkomen en kan enige tijd duren. Begrijpelijkerwijs kan de persoon schrikken, bang worden of zelfs in paniek raken. De symptomen zelf zijn niet schadelijk voor het lichaam en verdwijnen veelal na verloop van tijd. De aandoening is niet besmettelijk of erfelijk en rust is vaak de beste behandeling.